# Pedro Cervantes
Pedro Nuno Coelho Cervantes (Massarelos, 13 de Julho de 1982) é um futebolista português, que joga actualmente no Clube Desportivo das Aves, após ter rescindido o seu contrato com o União de Leiria.